# Donji Cerovac
Donji Cerovac – wieś w Chorwacji, w żupanii karlowackiej, w mieście Slunj. W 2011 roku liczyła 129 mieszkańców.